# Mezná u Pelhřimova

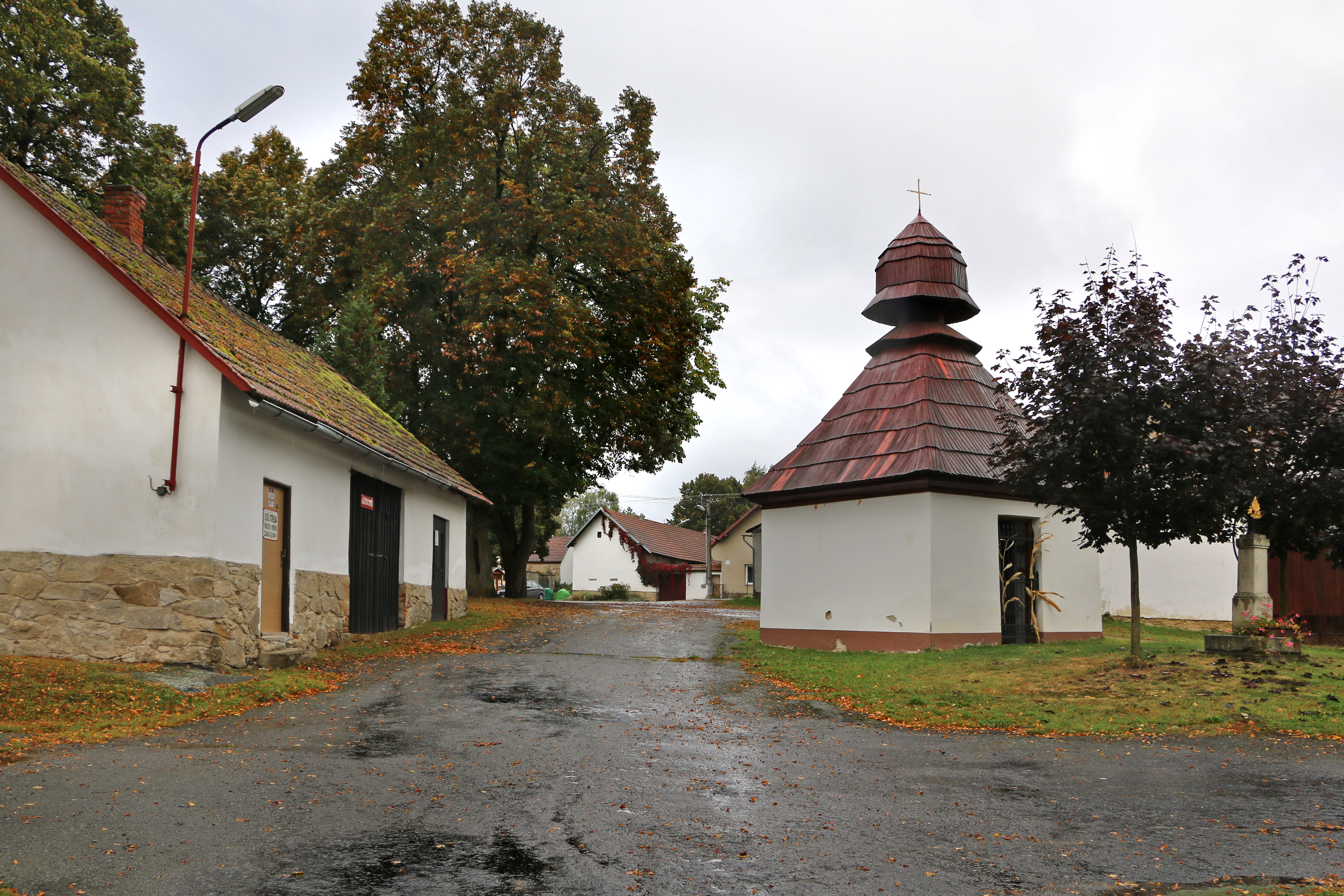
Dorfplatz (2016)

Mezná (deutsch Mesna) ist eine Gemeinde in Tschechien. Sie liegt neun Kilometer südlich von Pelhřimov und gehört zum Okres Pelhřimov.

## Geographie
Mezná befindet sich in der Böhmisch-Mährischen Höhe auf einem Höhenzug zwischen den Tälern Bělá und der Hejlovka, die südwestlich des Ortes im Naturreservat V Mezence entspringt. Südlich erhebt sich der Doppelgipfel des Nádavek (700 m) und Bukový kopec (702 m). Am östlichen Ortsrand liegt der Teich Podmetlička.
Nachbarorte sind Čelistná und Vratišov im Norden, Houserovka im Nordosten, Benátky im Osten, Janovice im Südosten, Veselá im Süden, Častrov und Drážďany im Südwesten sowie Vlásenice-Drbohlavy im Westen.

## Geschichte
Die erste urkundliche Erwähnung von Mezná stammt aus dem Jahre 1362, der Ortsteil Vratišov ist bereits seit 1203 existent.

## Gemeindegliederung
Die Gemeinde Mezná besteht aus den Ortsteilen Mezná (Mesna) und Vratišov (Wratischow), die zugleich auch Katastralbezirke bilden.

## Sehenswürdigkeiten
- Kapelle in Mezná
- Kapelle in Vratišov